# Aphantophryne minuta
Aphantophryne minuta es una especie de anfibio anuro de la familia Microhylidae. Se conoce de dos localidades en la Provincia de Oro (Papúa Nueva Guinea) entre los 2400 y 2700 m s. n. m.